# بیت‌فاجی

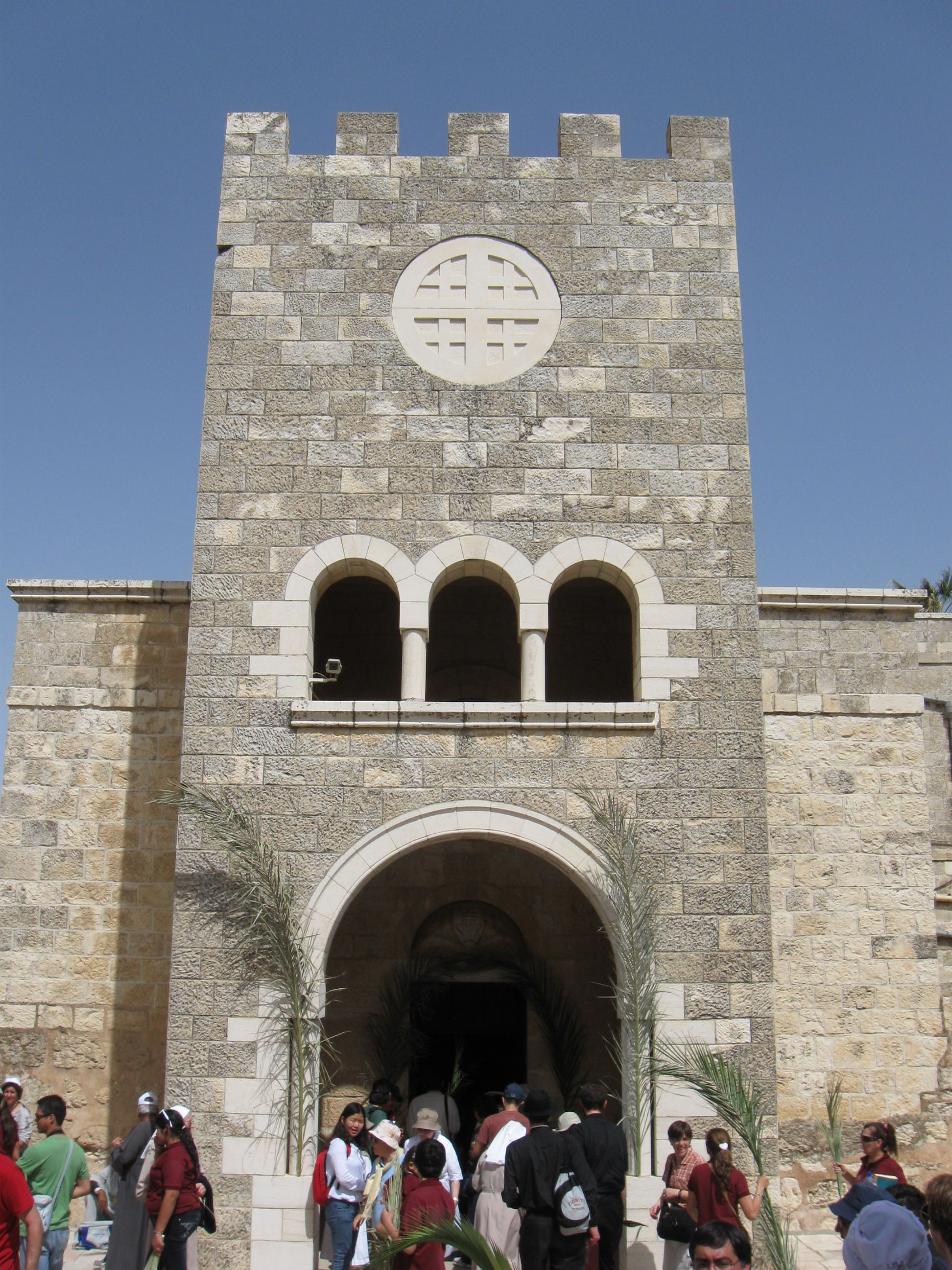
کلیسای بیت فاجی

بیت‌فاجی (زبان آرامی בית פגי، یا خانهٔ انجیرهای نارس) یک محلِ مذهبیِ مسیحی در اسرائیل است.
بیت‌فاجی در عهد جدید محلی است که در آن عیسی یکی از یارانِ خود را فرستاد تا برای سواره رفتن به اورشلیم، چارپایی بیابد. انجیل‌های هم‌نوا نیز آنرا بازگو کرده‌اند.